# ماكاتي
ماكاتي (بالإنجليزية: Makati) هي مدينة مأهولة بالسكان تقع في الفلبين في مانيلا. يقدر عدد سكانها بـ 476,719 نسمة ومساحتها 21.57 كم2 ووترتفع عن سطح البحر 15.4 متر.

## المدن التوأمة
مدن كلوج نابوكا، لوس أنجلوس، Ramapo, New York، فلاديفوستوك، تاي شانغ، جدة، سانتا روزا ‏، Naga وSan Pablo هي مدن توأمة لـماكاتي.

## أعلام
- ألين ماليكسي
- لورا ليمان
- إدي غارسيا
- كارلو شارما
- باتريك غارسيا
- رابع الحسيني
- رون جاكوبس
- إيرنيستو هيريرا
- بنيامين روموالديز
- لويس سانتياغو